# Talbot (bilmärke)
Talbot är ett franskt/engelskt bilmärke med en varierande historia. 1979 återinfördes märket av PSA-koncernen men det lades ned 1986. Bland modellerna fanns Talbot Tagora, Solara, Horizon och Samba samt sportbilarna Murena och Bagheera och ”terrängbilen” Rancho.

## Historia

### Talbot i England (1902–1938)
Ett engelskt företag med Lord of Shrewsbury and Talbot som huvudägare började 1903 importera franska bilar av märket Clément. Bilarna såldes i England under namnet Talbot. År 1904 började man montera bilar med delar levererade av Clément. År 1906 kom slutligen den första Talbot som var helt tillverkad i England. Efter att Darracq köpt Talbot slog sig Sunbeam, Talbot och Darracq samman till STD Motors 1920. År 1935 blev STD-gruppen bankrutt, varvid Antonio Lago, före detta produktionsledare, tog över det franska dotterbolaget i Suresnes. Den engelska delen togs över av Rooteskoncernen. Talbot som engelskt märke ställde in sin produktion 1938.

### Talbot i Frankrike (1919–1934)

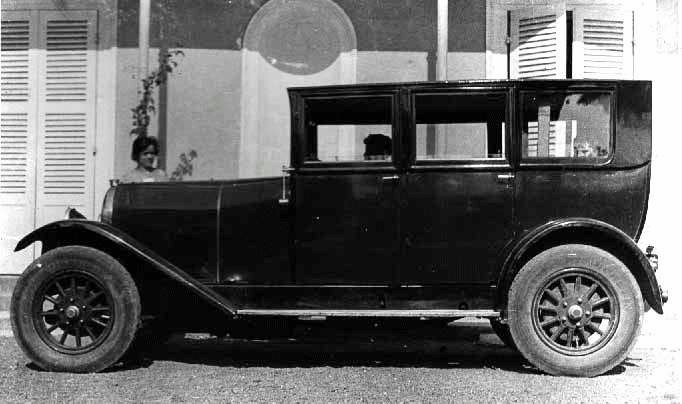
Talbot DS 1923-1925.

I oktober 1919 tog Darracq från brittiska Talbot över en fabrik i Frankrike. Modellerna 1919-1920 tillverkades under namnet Talbot-Darracq. År 1920 slog sig Sunbeam, Talbot och Darracq samman till STD-gruppen. Nu hette STD:s modeller varierande Talbot-Darracq, Sunbeam och Talbot Special. I Frankrike hette fordonen bara Talbot.

### Talbot-Lago (1935–1959)

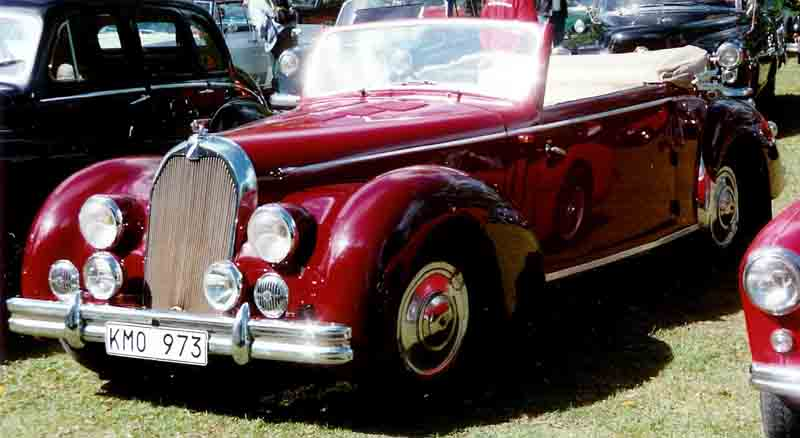
Talbot-Lago Baby 1950.

Den italienske ingenjören Antonio Lago övertog verksamheten i Suresnes 1937, då den engelska Sunbeam-Talbot-Darracq koncernen upplöstes. Med nya engelska och möjligen franska finansiärer skedde en omstart i Suresnes med en sportig framtoning. En hel del förföriska bilar tillverkades fram till 1959.
För Antonio Lago var tävlingsverksamheten ett viktigt sätt att göra Talbot-Lago-bilarna kända, bland annat genom totalsegern i Le Mans 24-timmars 1950. En Talbot Lago Record blev totalvinnare i Svenska rallyt till Midnattsolen 1952 med göteborgaren Gunnar Bengtsson vid ratten. Talbot-Lago-bilar tävlade även i formel 1 säsongerna 1950 och 1951. Se vidare Talbot-Lago F1.
Talbot-Lago övertogs av Simca 1959.

### Simca-Chrysler (1959–1978)

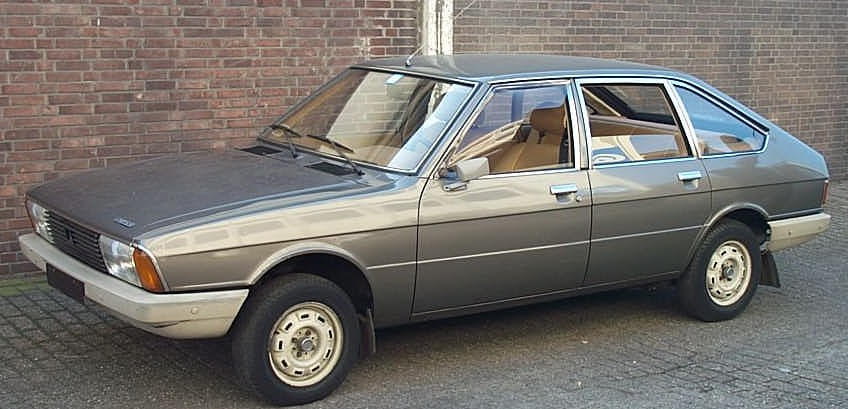
Simca 1307 – senare Talbot 1510 – utsågs till årets bil i Europa 1976.

1967 köpte Chrysler brittiska Rooteskoncernen och franska Simca. Chrysler tog styckvis över aktiemajoriteten i Simca 1957-1970. Dessa företag blev delar av Chrysler Europe. Chrysler Europe blev aldrig en framgång för Chrysler och 1978 valde den amerikanska jätten att sälja till PSA Peugeot Citroën. Simca 1307 med sin halvkombidesign utsågs 1976 till Årets bil i Europa.

### Talbot i PSA-koncernen
Varken de ansvariga på Simca eller Chrysler hade planer på att använda namnet Talbot för en lyx- eller sportbil. Först 1978 kom varumärket Talbot tillbaka. Orsaken var att när Chrysler 1978 sålde sin Europadivision fick Peugeot inga rättigheter till Chryslernamnet och Talbot som Simca tidigare hade köpt upp fick tas fram som namn igen. Peugeot gjorde en undersökning i England och Frankrike där cirka 80% av de tillfrågade i båda länderna såg Talbot som en engelsk respektive fransk bil. När Simca sedan bytte namn blev kunderna förvirrade och till följd av det sjönk försäljningen.[källa behövs]
Talbot hade många bilmodeller under sin relativt korta livslängd (1979-1986). Deras flaggskepp var Talbot Tagora som var utrustad med en V6-motor, fönsterhissar, färddator och andra lyxfunktioner, men blev ingen succé. Talbot hade några till modeller bestående av sedanbilen Solara, kupén Horizon och Samba, sportbilarna Murena och Bagheera samt terrängbilen Rancho. Rancho tillverkades tillsammans med Matra, 1510 (känd som Talbot Alpine i England) och Sunbeam Talbot Lotus, som var en Horizon med Lotusmotor som tillverkades av homologiseringsskäl.

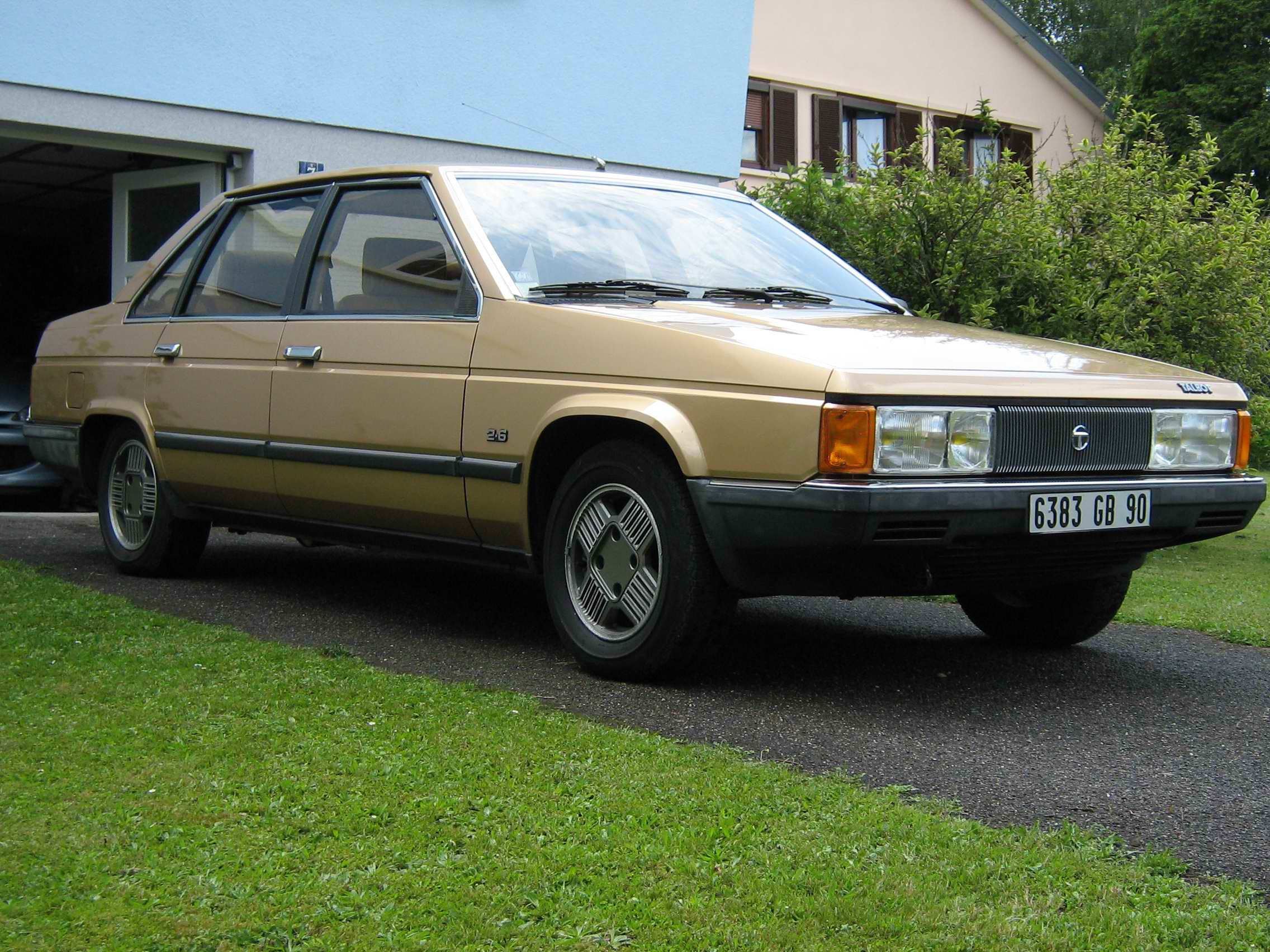
Talbot Tagora
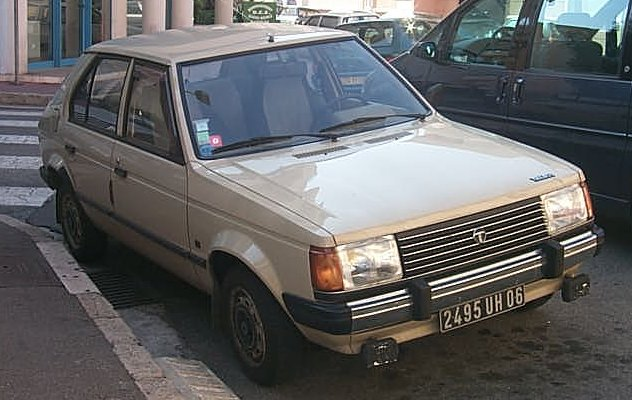
Talbot Horizon.
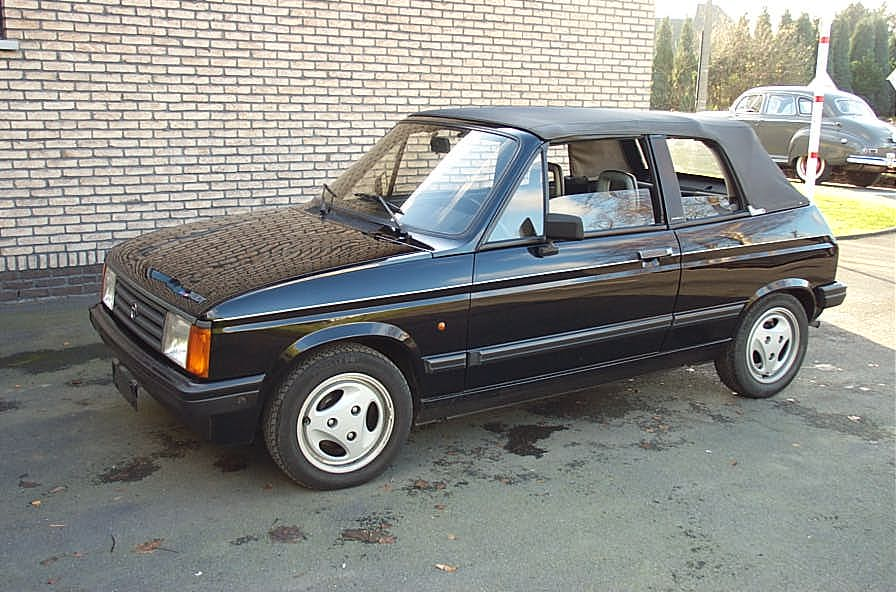
Talbot Samba cabriolet

Trots bra utrustningsstandard och en lång rostskyddsgaranti (nio år), massiv reklam i bl.a. Formel 1 så gavs den nya Talbotbilen namnet Peugeot 309 istället för det planerade Talbot Arizona och 1986 var märket avvecklat. Peugeot använde dock Simca-motorer i sina bilar fram till 1992 och då var Simca helt ute ur bilvärlden.

## Tillverkningsorter
- Poissy, Frankrike
- Ryton-on-Dunsmore, Storbritannien

Man tillverkade även bilar hos Valmet.

## Kuriosa
Talbot-Lago och dess F1-stall stod förebild för den fiktiva biltillverkaren Turbot som spelade en framträdande roll i Spirou-albumen "Spirou och arvingarna" och "Noshörningens horn".
Jay Leno som är en stor bilentusiast visade upp en Talbot-Lago Typ 150 CS från 1937 i sitt program Jay Leno's Garage i april 2015. 

## Modeller

### Talbot-Lago
- Talbot-Lago T150
- Talbot-Lago T26
- Talbot-Lago T26C (Tävlingsbil)

### Talbot (PSA)
- Talbot Simca 1100
- Talbot Sunbeam
- Talbot Samba
- Talbot Horizon
- Talbot 1510
- Talbot Solara
- Talbot Simca 2L
- Talbot Tagora
- Talbot Matra Rancho
- Talbot Matra Bagheera
- Talbot Matra Murena
- Talbot Citylaster
- Talbot Express
- Talbot Arizona -  Horizons efterträdare som blev Peugeot 309.